# Abd-al-Wàhid al-Marrakuixí
Abd-al-Wàhid al-Marrakuixí (àrab: عبد الواحد بن علي التميمي المراكشي)  (Marràqueix, 7 de juliol de 1185 (Gregorià) - segle XIII) Abu-Muhàmmad Abd-al-Wàhid ibn Alí at-Tamimí al-Marrakuixí  fou un historiador marroquí del segle xiii, nascut a Marràqueix però que va viure a Fes, i després a Sevilla (on va servir el governador almohade). Vers 1217 va viatjar a Ifríqiya i Egipte, on segurament va restar uns cinc anys (1218-1223) i després va anar a la Meca i a Bagdad, on va escriure el seu Kitab al-Mújib fi-talkhís akhbar ahl al-Màghrib (conegut com el Mujib), una història dels almohades precedida per la història de l'Àndalus des de l'arribada dels musulmans fins a l'any 1087.